# Lapanagí
Lapanagí (grec moderne : Λαπαναγοί) est une localité située dans le dème de Kalávryta, dans le district régional d'Achaïe, dans la périphérie de Grèce-Occidentale, en Grèce.
Selon le recensement de 2021, elle compte 12 habitants.